# Tosside
Tosside – wieś w północnej Anglii, na granicy hrabstw Lancashire (dystrykt Ribble Valley) i North Yorkshire (dystrykt Craven). Położona jest nieopodal lasu Gisburn Forest, na wschodnim skraju krainy Forest of Bowland, 84 km na zachód od miasta York i 315 km na północny zachód od Londynu.
We wsi znajduje się kościół pod wezwaniem św. Bartłomieja z 1694 roku.